# Коль-Баїр
Коль-Баїр, або Голубина печера (КН 564-8) — печера в Криму на Долгоруківській яйлі, входить до складу Червоних печер — «повноцінна» печерна система, яку можна пройти від входу на плато до виходу печерної річки на поверхню. Перепад висот між входом і «виходом» становить 200 м. Протяжність 6030 м, проективна довжина 5720, глибина 164 м (до впадання в Червону — 176 м), площа 10900 м², обсяг 42 тис. м³ (всі — до точки з'єднання з Червоною, площа і об'єм на травень 1998), висота входу 785 м.
Вхід являє собою вузьку щілину у борті воронки. У печері можна виділити три основні елементи:
- Вертикальна частина з невеликими колодязями і складними шкурниками, загальною довжиною 210 м і глибиною 110 м, майже суха.
- Вузький звивистий хід струмка-припливу основної річки Голубиної, довжиною близько 1,2 км, з проявами поверховості і 6 невеликими пнапівсифонамі і сифонами. У нижній частині по ходу тече постійний, у верхній — періодичний струмок, створюючи періодичний сифон.
- Меандруюча галерея основної річки, з серією сифонів і напівсифонів, гурами, обвальними залами, бічними відгалуженнями і ходами по верхніх поверхах.

Магістральний хід вздовж річки від точки впадання струмка до з'єднання з Червоною має довжину 1,3 км і амплітуду 45 м, вгору по річці від місця впадання припливу пройдено 300 м.
Найбільший зал — Мергельний — має висоту близько 25 м і площу 900 м². Він утворений на місці стику двох блоків вапняку з різними напрямками тріщинуватості. Якщо вище залу напрямки перпендикулярних тріщин, по яких закладені ходи печери, 50° і 140°, то нижче 25° і 115 градусів, що особливо чітко простежується після Обвального залу (площею 370 м²).
Розширення галереї приурочені до місць впадання притоків. Це зал Двох Батарейок (сюди колись впадав струмок з ходу Одинокої Людини) і протяжна ділянка галереї (до 10 м шириною) в районі виходу зі струмка-припливу на річку, який розмірами може посперечатися з основною галереєю Червоної.
Найбільш вузькими і важкопрохідними є ділянки з великим ухилом через явно надмірну кількість натічних утворень. Це 100-метрова ділянка — Обвальний зал — водоспад перед майданчиком Кувалда (перепад 16 м) і особливо ділянка, що примикає до місця впадання в Червону. Падіння води на цій 50-метровій ділянці складає понад 20 м і на ній можна нарахувати до 5 поверхів. Хід по першому поверху закритий вузьким сифоном, але ходи 3-4 поверхів, що переплітаються, перекриваються місцями натіканнями, і приводять зрештою до Червоної печери. В інших місцях ухил русла річки невеликий. Так, на 300-метровій ділянці (напівсифон за майданчиком Кувалда — зал Двох Батарейок), перепад складає всього 2,5 м.
Нижче Мергельного залу здебільшого простежується два поверхи, при цьому другий поверх піднятий над першим на незначну висоту (2-3 м). Там же, де печера складається з одного поверху, його висота становить як правило 4-6 м, ширина 2-5 м.
Вхід був знайдений в 1985 р. сімферопольськими спелеологами при розкопках щілини в борті воронки поруч з п. Снігова. До 1991 р. печера була ними пройдена до гроту (як згодом виявилося, всього в 20 м по прямій від Червоної), який пізніше отримав назву «9½». У 1996 р. дослідження продовжили москвичі, наблизилися до Червоної на відстань 4 м. З'єднання з Червоною було знайдено в лютому 1997 р. (Є. Снєтков і К. Цуріков, кер. М. Киряков). Детальний виклад історії дослідження з відкриття до травня 1997 р. можна знайти в.
У травні 1997 р. лівий витік Голубиної пройдений вгору по струмку на 240 м, а в листопаді в його кінці розібраний прохід у великий зал з водоспадом (кер. А. Шелепін). Після сходження на водоспад (травень 2000 р.) в результаті ряду експедіцій він був пройдений майже на 1,5 км по довжині і 100 м вгору (кер. Г. Самохін). Основний витік Голубиної пройдений на 460 м до сифону в травні 2001 р. (кер. Г. Самохін). «Хід Одинокої Людини» пройдено до струмка Висячого припливу п. Червона Н. і М. Кир'яковими в 1998 р.

## Ресурси Інтернету
- Перелік класифікованих печер [Архівовано 4 серпня 2020 у Wayback Machine.]
- Пещера Голубиная [Архівовано 2 квітня 2015 у Wayback Machine.]
- Снетков Е., Цуриков К., Шелепин А. Пещера Голубиная: от открытия до соединения с Красной // Свет, № 1(16), 1997, с.7-13. [Архівовано 2 квітня 2015 у Wayback Machine.]

## Виноски
1. ↑  Перелік класифікованих печер. Архів оригіналу за 4 серпня 2020. Процитовано 3 березня 2015.
2. ↑   Снетков Е., Цуриков К., Шелепин А. Пещера Голубиная: от открытия до соединения с Красной // Свет. — 1997. — № 1 (16). — С. 7-13.
3. ↑   Самохин Г. В. Пещера Голубиная. Восхождение на водопад // Свет. — 2000. — № 1 (21). — С. 3-4.